# Marseillan (Hérault)
Marseillan település Franciaországban, Hérault megyében. Lakosainak száma 8047 fő (2022. január 1.). Marseillan Agde, Florensac, Mèze, Pomérols és Sète községekkel határos.

## Népesség
A település népességének változása:
| Lakosok száma | 3579 | 4039 | 4950 | 7392 | 7848 | 7808 | 7778 | 7734 | 7692 | 8047 |
|               | 1968 | 1982 | 1990 | 2006 | 2013 | 2015 | 2017 | 2019 | 2020 | 2022 |